# Siniscola
Siniscola település Olaszországban, Szardínia régióban, Nuoro megyében. Lakosainak száma 11 189 fő (2023. január 1.). Siniscola Lodè, Lula, Orosei, Posada, Torpè, Irgoli és Onifai községekkel határos.

## Népesség
A település lakossága az elmúlt években az alábbi módon változott:
| Lakosok száma | 11 537 | 11 531 | 11 189 |
|               | 2017   | 2018   | 2023   |